# Le Bing: Song Hits of Paris
Le Bing: Song Hits of Paris è un album in studio del cantante e attore statunitense Bing Crosby, pubblicato nel 1953.

## Tracce
Side 1
1. Mademoiselle de Paris – 3:11 (Paul Durand, Henri Contet)
2. Embrasse-moi bien – 3:35 (André Grassi)
3. Mon Cœur est un Violon – 2:58 (Maria Laparcerie)
4. La Vie en rose – 2:54 (Louiguy, Édith Piaf)

Side 2
1. La Seine – 2:38 (Guy Lafarge, Flavien Monod)
2. Au bord de l'eau – 2:22 (Paul Durand, Henri Contet)
3. La Mer – 3:37 (Charles Trenet)
4. Tu ne peux pas te figurer – 3:00 (Paul Misraki)